# Lance Tingay
Lance Tingay foi um britânico jornalista esportivo, historiador e escritor de livros sobre tênis. Por muitos anos seu ranking de tenistas, era o mais respeitado pela critica até a criação da ATP, na qual, ajudou na criação de um objetivo sistema de ranking em 1973.

## Carreira
Começou sua carreira de jornalista na agência Exchange Telegraph, Tingay foi correspondente de tênis para o The Daily Telegraph de 1952 até sua aposentadoria em 1981. Por sua contribuição ao esporte foi eleito para o International Tennis Hall of Fame, em 1982.